# Kuchnia hiszpańska
Kuchnia hiszpańska – kuchnia europejska, obejmująca tradycje kulinarne wszystkich regionów współczesnej Hiszpanii.
Kuchnia ta w swej specyfice powszechnie łączona jest z oliwą, papryką, rybami, owocami i z potrawami przyprawianymi czosnkiem i szafranem, które występują w całym kraju. Jednakże charakter poszczególnych kuchni regionalnych jest mocno zróżnicowany, gdyż np. obecne są w nich potrawy typowo śródziemnomorskie z południowego wybrzeża (kuchnia andaluzyjska), potrawy ludów pasterskich z górzystych krain północy i wschodniego pobrzeża, jak i wywodzące się z tradycji morskich i rozwiniętego rybołówstwa (Galicja). Na ich ukształtowanie wpływ miało nie tylko działanie różnego klimatu, lecz także odmienne tradycje kulturowe i obyczajowe będące spuścizną bogatej przeszłości.

## Tradycje historyczne
Półwysep, którego przeważającą część zajmuje Hiszpania, był stałym obiektem zainteresowania wielu ludów w starożytności i średniowieczu. Osadnictwu Greków zawdzięcza rozpowszechnienie uprawy drzew oliwnych, Rzymianom – wprowadzenie uprawy krzewów winorośli, zasługą Bizantyjczyków jest sprowadzenie wyrafinowanych przypraw, a Maurom Hiszpania zawdzięcza rozwinięcie ogrodowych upraw owoców cytrusowych, ponadto ryżu, melonów, bakłażanów, szpinaku i migdałów. Z kolei w wyniku wypraw odkrywczych do ziem Ameryki w kuchni Hiszpanów pojawiły się wraz z papryką egzotyczne pomidory, ziemniaki, kukurydza, dynia, owoce (awokado, gujawa) i kakao. Wreszcie wpływy sąsiedniej Francji w XVIII-XIX wieku poskutkowały przejęciem pewnych cech typowych dla kuchni francuskiej. 

## Regiony kulinarne
Podział na poszczególne regiony wraz z różnorodnością ich produktów oraz odmiennych warunków sprzyjają w praktyce dużej odmienności zasad ich przyrządzania. Kuchnię hiszpańską można ogólnie podzielić według następujących regionów:

### Północna Hiszpania
W kuchni północno hiszpańskiej dominują ryby i owoce morza z Atlantyku. Region jest producentem mleka i krajowych serów. Dzięki całorocznym opadom deszczu dobrze rosną tu ziemniaki, kapusta, słodka kukurydza i inne warzywa. Z rejonów górskich pochodzą szynki i kiełbasy, z których przyrządza się potrawy duszone z fasolą. Do regionu północnej Hiszpanii należy także, kuchnia nowobaskijska, zwana Nueva Cocina Vasca. W regionie Asturii dominują ryby i warzywa, a na deser tradycyjnie podaje się jabłecznik. 

### Wschodnia Hiszpania
Na kuchnię śródziemnomorską wschodniego wybrzeża Hiszpanii miały wpływ obce kultury, zwłaszcza rzymskie i arabskie. Oliwki, ryż, pomarańcze, migdały oraz szafran występują w połączeniu z owocami morza i produktami z gór. Kuchnię Katalonii charakteryzują potrawy słodko-pikantne. Tak przyrządzane są duszone ryby, ślimaki i kilka sosów, m.in. ostry sos romesco z czerwonej papryki, pomidorów i chilli. Owoce i warzywa, takie jak papryka nora rosną na przybrzeżnych terenach Walencji i Murcji. W obu tych regionach główną potrawą jest paella. W regionie Aragonii suszy się szynki, ze względu na suchy i zimny klimat górski.

### Południowa Hiszpania
Region południowej Hiszpanii to kuchnia andaluzyjska, która ma tradycje arabskie. Arabowie wprowadzili wiele nowych warzyw i przypraw, a także ryż, cytryny, pomarańcze, oliwki i winogrona. W tych stronach przyrządza się mięsa z rożna, sosy z dodatkiem kminku lub szafranu oraz słodycze z tłuczonych migdałów. Powszechnie używa się pomidorów i papryki. Do sałatek stosuje się ocet z miejscowej sherry. Główne dania rybne to smażone sardynki oraz kalmary. W górach podstawą jadłospisu są gulasze i groch. Z tego regionu pochodzą przekąski tapas, które serwowane są w całej Hiszpanii.

### Środkowa Hiszpania
W całej środkowej Hiszpanii serwowane są: dziczyzna, bażanty i kuropatwy, a w Estremadurze jada się także żaby i liny. W Kastylii i Leónie i Kastylii-La Mancha gotuje się jednogarnkowe potrawy z duszonej fasoli lub grochu. Na północy wypieka się chleb, który jest podawany do każdej potrawy. W Kastylii-La Mancha kiełbasy oraz proste dania mięsne z królika lub wieprzowiny przyprawiane są kminkiem i czosnkiem. Natomiast w Kastylii-León piecze się w chlebowych piecach prosięta i jagnięta w całości. Do słodyczy należą małe ciasteczka oraz toledańskie marcepany.

### Baleary
Potrawy różnią się w zależności od wyspy, kuchnia jest podobna do odmiany katalońskiej, łączy się składniki słodkie i pikantne z dodatkiem orzechów i suszonych owoców. Podstawą dań jest wieprzowina, zupy i potrawy z warzyw. Z Maó, stolicy Minorki pochodzi majonez, który podawany jest z rybą lub owocami morza. Majorka jest ojczyzną sobrassady, czyli ostrej kiełbasy a także słodkiej bułki, zwanej ensaïmada.

### Wyspy Kanaryjskie
Kuchnia kanaryjska łączy tradycje kuchni Guanczów z produktami, jak kukurydza i banany, pochodzącymi pierwotnie z innych kontynentów. Z morza wyławia się wiele kolorowych ryb, takich jak purpurowo-żółta vieja podawana z mojo, czyli sosem, którego smak i kolor zależy od dodanych przypraw, takich jak kolendra i papryka. Wiele dań serwuje się z pomarszczonymi papas arrugadas czyli ziemniakami w mundurkach gotowanych w mocno osolonej wodzie. Gofio to mąka jęczmienna używana przez Guanczów, służąca do zagęszczania gulaszu i do wypieku chleba. Wśród deserów jest bienmesabe, czyli słodki krem z migdałów, żółtek i cynamonu.
W XX wieku wiele cech tradycyjnych kuchni regionalnych przemieszało się wzajemnie, jednak w dalszym ciągu olbrzymia większość potraw związana jest z tradycyjnym miejscem swego pochodzenia.

## Potrawy[3]

### Desery i potrawy śniadaniowe
- churros – paluszki z ciasta parzonego smażone w głębokim oleju, zazwyczaj podawane do kawy lub gorącej czekolady
- arroz con leche – ryż z mlekiem i wanilią na gęsto – potrawa pieczona w piekarniku, podawana na zimno.
- flan – rodzaj puddingu
- crema catalana
- natillas
- cuajada
- turrón - odmiana nugatu, najczęściej sprzedawany w formie dużego batonu lub tabliczek, głównym składnikiem są migdały (całe lub zmielone), cukier i miód.[4]
- alfajor – kruche ciastka z kajmakiem

### Dania główne

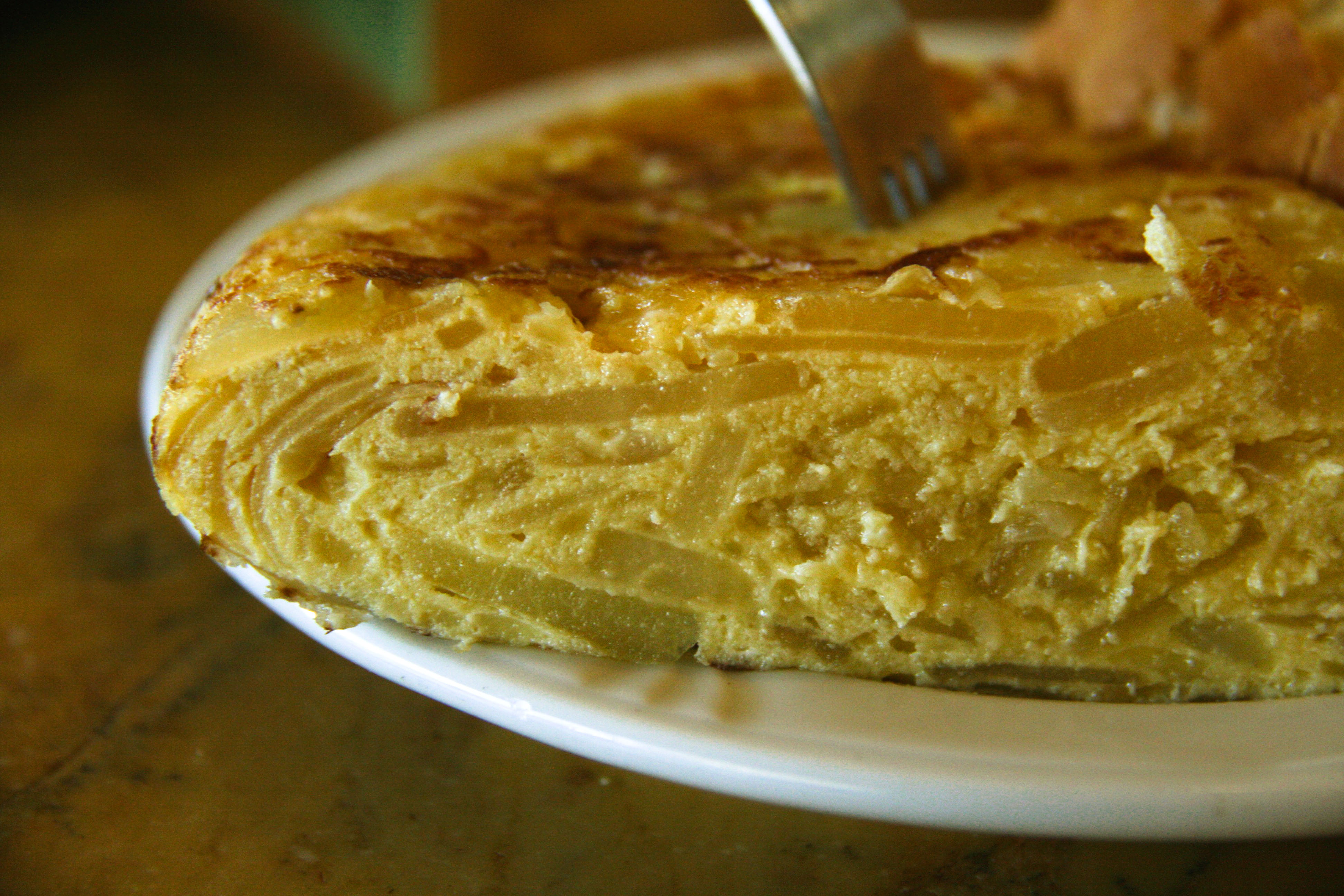
Tortilla española, Tortilla de patatas

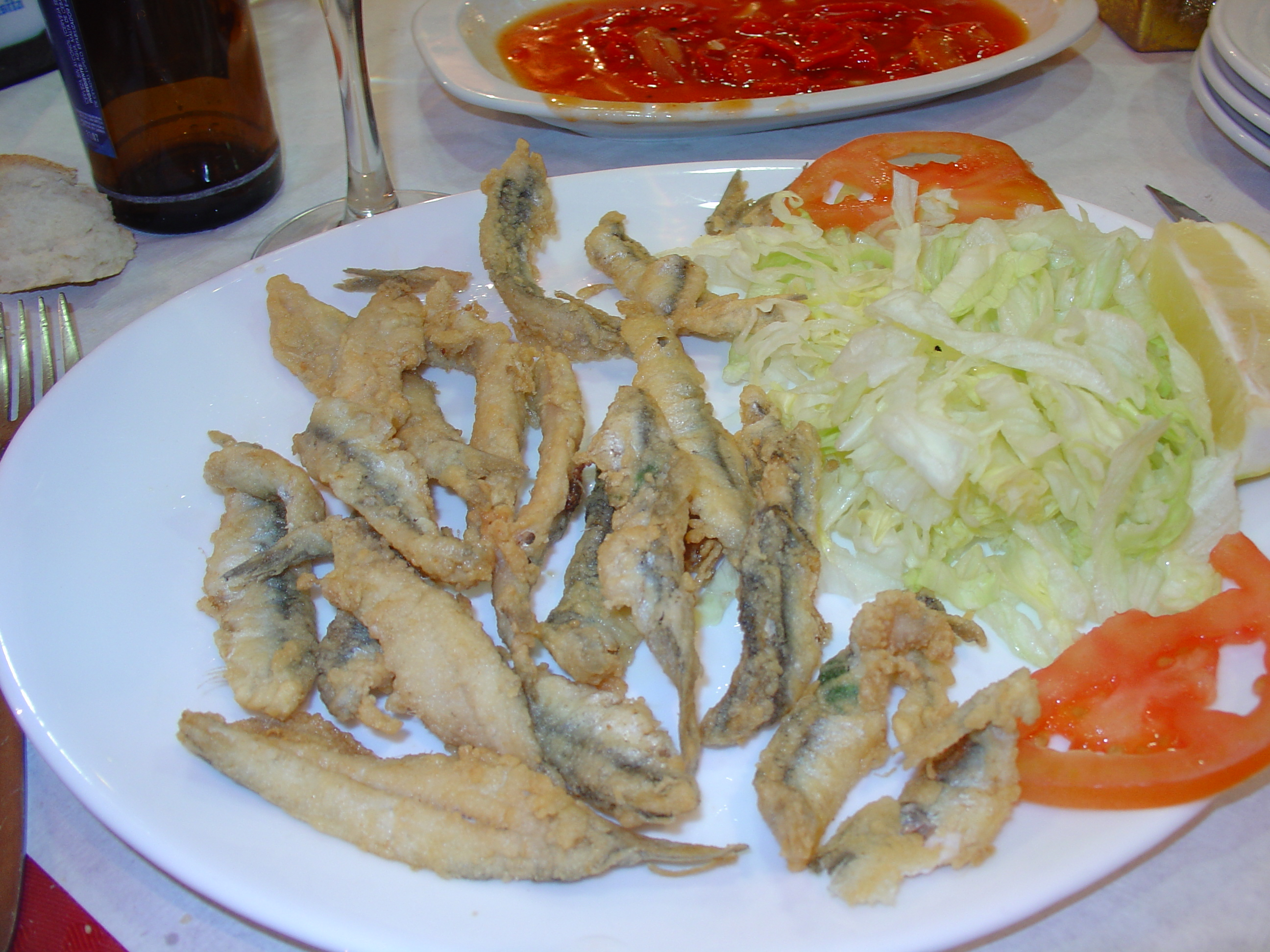
Pescaíto Frito – typowe danie w południowej Hiszpanii

- paella – potrawa jednogarnkowa na bazie ryżu i szafranu
- gazpacho – chłodnik z pomidorów i papryki
- chuleta de cerdo – kotlety wieprzowe
- fabada – jednogarnkowa potrawa z Asturii, głównymi składnikami są fasola i duża ilość wędlin: chorizo, „morcilla”, boczek
- tortilla española lub tortilla de patatas – rodzaj omletu z jajek i ziemniaków
- tortilla francesa – omlet jajeczny
- gambas a la plancha – krewetki smażone na grillu
- Pulpo a la gallega – gotowane ośmiornice
- Pisto – hiszpański ratatouille

### Zakąski i potrawy barowe
- tapas – wszelkiego rodzaju zakąski
- patatas bravas – ziemniaki pokrojone w kostkę, smażone w głębokim tłuszczu i polane sosem
- oreja – ucho wołowe smażone we fryturze
- serranito – kanapka z gotowaną kiełbasą

### Półprodukty
- jamón serrano i jamón iberico – szynki dojrzewające, przygotowywane ze specjalnej odmiany świń
- fuet – katalońska wędlina, cienka kiełbasa wieprzowa pokryta szlachetną pleśnią
- chorizo – cała kategoria wieprzowych kiełbas przyprawianych dużą ilością papryki suszonej pimenton
- marisco – owoce morza, tradycyjnie pochodzące z Galicji
- szafran
- oliwki – popularne w Hiszpanii, mogą być dodawane do potraw jako ozdoba
- oliwa
- sery (głównie twarde)
  - queso manchego – twardy ser z La Manczy
  - Cabrales – niebieski ser z Asturii

### Napoje
- wina
  - Ribera del Duero
  - sherry
  - Rioja
  - malaga
  - Cava
- sangria – wino z dodatkiem pokrojonych owoców i lodu
- tinto de verano – wino czerwone z dodatkiem lodu i słodkiej wody sodowej (gaseosa)
- Horchata de chufa – napój chłodzący, wytwarzany z Cibory jadalnej
- Kawa – w kuchni hiszpańskiej zazwyczaj podawana bez mleka (solo), z odrobiną (cortado/tallat) lub w proporcjach 1:1 z gorącym mlekiem i wtedy jest to (con leche/amb llet). Jeszcze inną odmianą jest serwowana kawa na zimno lub ciepło orxata, ze zmielonych migdałów ziemnych i mleka[5].
- mocne alkohole
  - Brandy de Jerez – brandy z regionu Jerez de la Frontera
  - gin – jałowcówka z Balearów

## Wpływy
Na kuchnie regionów Hiszpanii wpływ miało bardzo wiele różnych tradycji kulinarnych. Wśród nich wyróżnić można:
- arabską – użycie ryżu i szafranu, a także niektóre desery bakaliowe
- meksykańską – ziemniaki, papryka
- angielską – wyrób ginu na Balearach
- francuską – kremy, ciasta